# Arabela (ètnia)
Els arabela són una ètnia que habita una porció del districte de Napo, província de Maynas a la regió peruana de Loreto. Parlen l'arabela que és part de les llengües zaparoanes. S'autodenominen tapueyocuaca.

## Història
Els arabela ocupen una regió que originalment va ser poblada per grups zàpara, oes, gayes i shimagayes, que es van extingir cap a inicis del segle XX a causa de la violència generada per la febre del cautxú, a més de les malalties. Els arabela, probablement són descendents dels antics oes.
Va ser un missioner agustí anomenat Samuel Barrio qui per primera vegada va contactar a aquesta ètnia en 1945 en la conca del riu Arabela (raó per la qual se'ls coneix amb aquest nom); i per a 1975 comptaven amb un centre educatiu bilingüe.

## Demografia
Cap a 1993, els arabela comptaven amb una població de 302 persones, que en relació amb les dades anteriors van registrar un increment en la seva població.
Una característica d'aquesta ètnia és el seu alt índex de masculinitat (130,5%), això és 13 homes per cada 10 dones.

## Activitats econòmiques
L'agricultura ocupa un lloc important en l'economia arabela. Practiquen el sistema agrícola de frega i crema, destacant els seus cultius de iuca, plàtan, blat de moro, sachapapa, pinya, papaia i cocona. Així mateix la caça i la pesca són practicades de manera grupal.
Una altra activitat important és la recol·lecció de fruits silvestres de palmeres com el pijuayo i l'aguaje, i d'animals petits com a larves, caragols i gambetes.
Els excedents d'aquests productes són comercialitzats en la guarnició militar de Curaray.